# Por amor al arte (álbum de Modestia Aparte)
Por amor al arte es un álbum del grupo Modestia Aparte perteneciente a la compañía discográfica Discos Lollipop, editado en el año 1988 y compuesto por 9 canciones.

## Lista de canciones
| N.º | Título                      | Duración |  |
| 1.  | «Playas de Mazarrón»        |          |  |
| 2.  | «Es tu turno»               |          |  |
| 3.  | «Quizá»                     |          |  |
| 4.  | «Como un sultán»            |          |  |
| 5.  | «Ojos de hielo»             |          |  |
| 6.  | «Punto y final»             |          |  |
| 7.  | «Copas rotas»               |          |  |
| 8.  | «Voces gritando»            |          |  |
| 9.  | «Chirimoya (versión seria)» |          |  |